# Ingolf Elster Christensen
Ingolf Elster Christensen, né le 28 mars 1872 à Førde et mort le 3 mai 1943 dans la même ville, est un juriste, militaire et homme d'État norvégien membre du Parti conservateur.

## Biographie
Ingolf Christensen est nommé en gouverneur du comté de Sogn og Fjordane en 1910. Il est ensuite gouverneur du comté d'Oslo et du comté d'Akershus de 1929 à 1941.
Il est ministre de la Justice en 1926, ministre de la Défense de 1926 à 1928, membre du Parlement de Norvège de 1922 à 1924 et de 1925 à 1927. Il est aussi un dirigeant du Høyre.
Après la campagne de Norvège en 1940, il est élu à la tête du Administrasjonsrådet (en) (Conseil Administratif) mis en place par la Cour suprême de Norvège et qui fonctionne d'avril à septembre 1941. Le Conseil négocie avec les Allemands, qui voient en Christensen un chef possible d'un Riksråd (conseil) qui dirigerait le pays. Cependant, les négociations échouent en septembre 1940. Ingolf Christensen retrouve ses fonctions de gouverneur jusqu'en 1941, où il est remplacé par un membre du Nasjonal Samling. Il quitte la vie politique après cela.